# Stazione di Folsogno-Dissimo
La stazione di Folsogno-Dissimo della Società Subalpina Imprese Ferroviarie (SSIF) è una stazione ferroviaria della ferrovia Domodossola-Locarno ("Vigezzina").

## Storia
La stazione venne attivata nel 1923 contestualmente alla linea ferroviaria.

## Strutture e impianti
La stazione è dotata di un binario di raddoppio (dalla lunghezza utile di 76 m) dotato di banchina centrale.

## Movimento
La stazione è servita, in regime di fermata a richiesta, da due coppie di treni diretti della linea Domodossola—Locarno nonché da un treno regionale Domodossola/Re-Locarno della SSIF. Dal lunedì al venerdì feriali in periodo scolastico vi effettuano inoltre servizio un treno Malesco-Folsogno-Dissimo e uno Folsogno-Dissimo-Re.